# Amleto Giovanni Cicognani
Amleto Giovanni Cicognani (Brisighella, 24 de febrero de 1883-Ciudad del Vaticano, 17 de diciembre de 1973) fue un cardenal italiano de la Iglesia católica. Se desempeñó como secretario de Estado de la Santa Sede desde 1961 hasta 1969, y como decano del Colegio de Cardenales desde 1972 hasta su muerte. Cicognani fue elevado al cardenalato en 1958.

## Primeros años
Cicognani nació en Brisighella, cerca de Faenza, como el más joven de los dos hijos de Guillermo y Ana Cicognani. Su madre, viuda, tenía una tienda de abarrotes para apoyar a él y a su hermano Gaetano, también cardenal. Después de estudiar en el seminario de Faenza, fue ordenado sacerdote el 23 de septiembre de 1905 por el obispo Gioacchino Cantagalli.

## Carrera eclesiástica

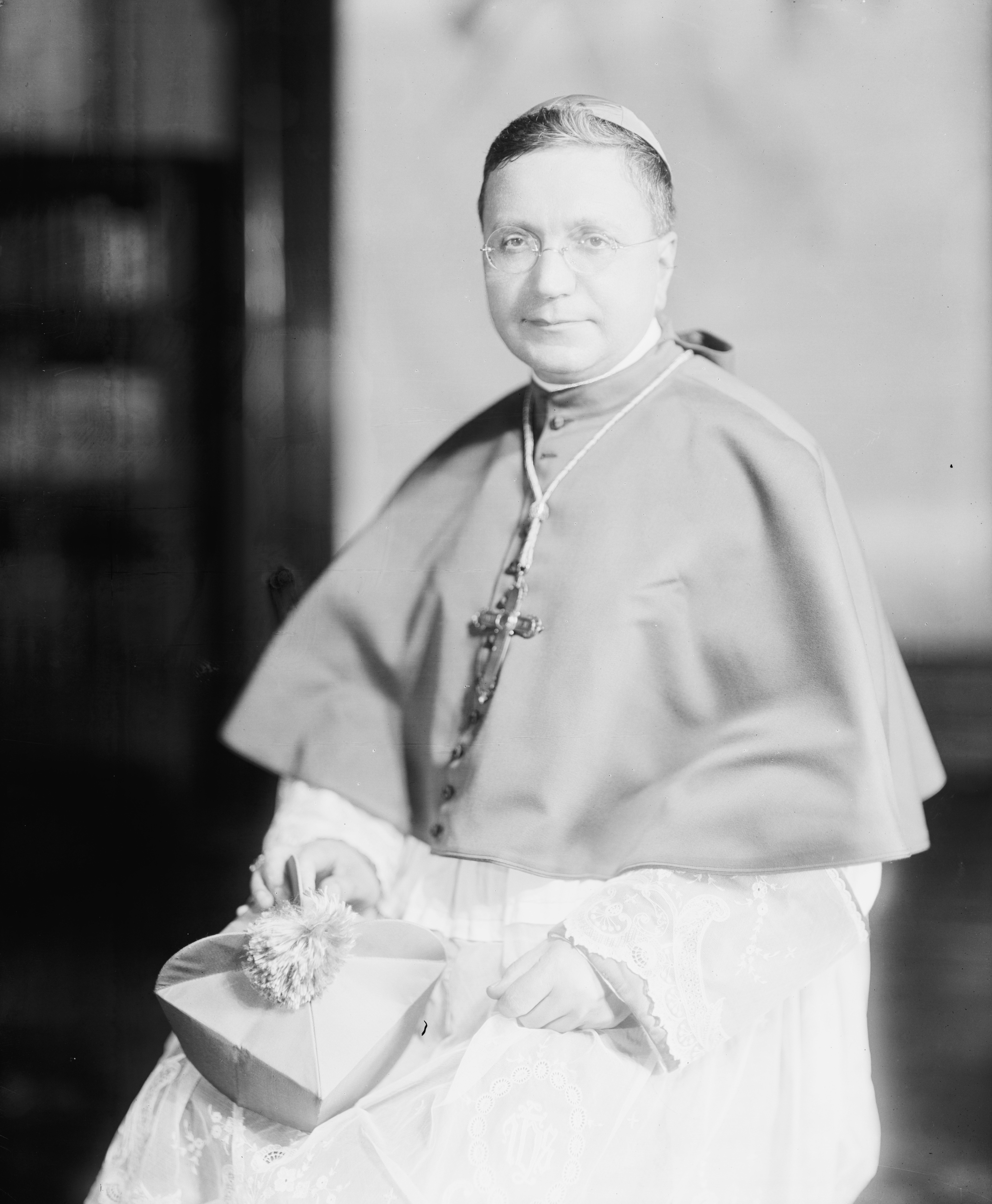
Monseñor Cicognani en 1905

Cicognani continuó sus estudios en el Pontificio Ateneo Romano S. Apollinare, y en 1910 fue nombrado oficial de la Sagrada Congregación para la Disciplina de los Sacramentos. En 1917 fue elevado a la categoría de Monseñor, enseñó en el Ateneo S. Apollinare entre 1921 y 1932, y entró a continuación, a la Curia Romana, como sustituto adjunto de la Consistorial, el 16 de diciembre de 1922. 
Después de trabajar en una variedad de posiciones pastorales y en la curia, Cicognani fue nombrado Delegado Apostólico en los Estados Unidos y Arzobispo Titular de Laodicea in Frigia, el 17 de marzo de 1933. Recibió su consagración episcopal el 23 de abril de manos del cardenal Raffaele Carlo Rossi. Cicognani se mantuvo durante los siguientes 25 años como el enlace entre la jerarquía estadounidense y la Santa Sede. 
Durante la Segunda Guerra Mundial, Cicognani expresó sus reservas sobre el sionismo. En una carta fechada el 22 de junio de 1943 al representante estadounidense Myron C. Taylor, dijo: 
"Es cierto que una vez Palestina estaba inhabitada por la raza hebrea, pero no hay axioma en la historia para justificar la necesidad de las personas que regresan a un país que dejaron diecinueve siglos antes ... ... Si se desea un "Homo Hebreo", no sería muy difícil encontrar un territorio más adecuado que el de Palestina. Con un aumento de la población judía allí, nuevos problemas internacionales surgirían."

## Cardenal
Fue creado cardenal presbítero de S. Clemente por el papa Juan XXIII en el consistorio del 15 de diciembre de 1958. El cardenal Cicognani fue más tarde nombrado cardenal obispo de Frascati, el 23 de mayo de 1962. Su elevación al Colegio cardenalicio es extraordinario, debido al hecho de que su hermano Gaetano también fue un cardenal, elevado en 1953, por lo que se debió hacer una excepción la ley canónica que prohíbe que hermanos de sangre pertenezcan al Colegio al mismo tiempo.

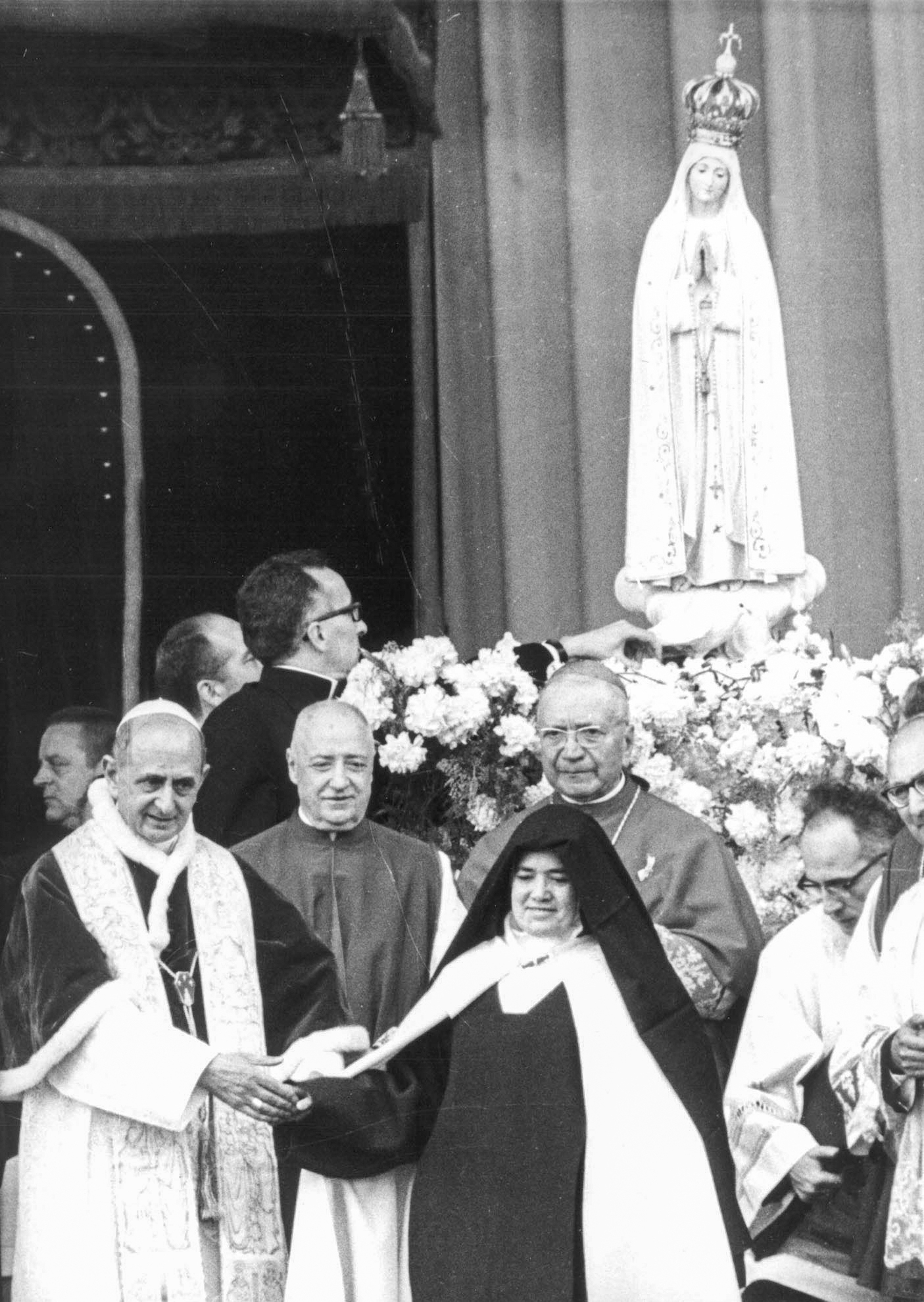
El cardenal Cicognani junto a Lucía dos Santos y el papa Pablo VI en el Santuario de Fátima en 1967

El 14 de noviembre de 1959, Cicognani se convirtió en Secretario de la Congregación para las Iglesias Orientales. Fue nombrado más tarde Secretario de Estado de la Santa Sede, Presidente de la Comisión Pontificia para la Ciudad del Vaticano, y el presidente de la Administración del Patrimonio de la Santa Sede el 12 de agosto de 1961 Con los nombramientos de 1962, Cicognani se convertía en el ministro de Relaciones Exteriores, en el primer ministro y en el ministro del Interior de la Ciudad del Vaticano. 
Participó en el Concilio Vaticano II, en el que se desempeñó como Presidente de la Subsecretaría de Asuntos Especiales. Cicognani fue también uno de los cardenales electores que participaron en el cónclave papal de 1963, que eligió a Pablo VI.

## Últimos años y muerte
El 30 de abril de 1969, Cicognani dimitió de todos sus cargos. Sin embargo, el 24 de marzo de 1972, fue elegido y confirmado como Decano del Colegio de Cardenales y por lo tanto recibió el título de la suburbicaria de Ostia, además de su título de cardenal obispo de Frascati. 
Cicognani murió en Roma, tras una breve enfermedad, a los 90 años. Está enterrado en la Basílica de San Clemente de Letrán.